# Аррия Марцелла
Аррия Марцелла (лат. Arria Marcella) — фантастическая новелла Теофиля Готье, впервые напечатанная 1 марта 1852 в журнале Revue de Paris.

## Сюжет
Трое юношей, Октавьен, Макс и Фабио, путешествуя по Италии, посещают археологический музей в Неаполе, где хранятся предметы, найденные при раскопках Помпей. Мечтающий о недостижимом идеале красоты, который его воображение помещает в прошедших эпохах, Октавьен надолго застывает перед витриной с гипсовым слепком тела женщины, сделанным на вилле Аррия Диомеда.
Приятели совершают экскурсию по раскопанному городу, затем ужинают в остерии, пробуя местное вино. Ночью Октавьен отправляется бродить по развалинам Помпеи, и внезапно оказывается в ночном городе летом 79 года, незадолго до извержения. Познакомившись на улице с молодым местным жителем, парижанин, довольно сносно владеющий латынью, отправляется в амфитеатр, где дают «Касину» Плавта. Во время представления он встречается взглядом с прекрасной помпеянкой. Та оказывается Аррией Марцеллой, дочерью Аррия Диомеда, той самой, чьим телом юноша любовался в музее.
Не теряя времени даром, девушка приглашает незнакомца на виллу, чтобы поразвлечься, но в разгар любовной прелюдии появляется мрачный старик-отец. Суровый адепт христианства, он осыпает упреками распутную дочь-язычницу, с помощью колдовских чар завлекшую в прошлое юного христианина XIX века, и, несмотря на ее яростные возражения и недовольство Октавьена, применяет более сильное заклинание, дабы уничтожить морок. Аррия Марцелла рассыпается прахом в руках незадачливого любовника, а сам он отчаяния лишается чувств.
Наутро протрезвевшие друзья находят Октавьена и приводят его в сознание, но юноша впадает в глубокую меланхолию. Женившись на юной англичанке, он не выказывает ни к ней, ни к другим женщинам подлинного чувства, и жена, чувствующая, что между ней и супругом кто-то есть, теряется в догадках.

## О новелле
Новелла написана после поездки по Италии в августе — ноябре 1850, и посещения Помпей и археологического музея, где Готье любовался знаменитым гипсовым слепком, до этого привлекшим внимание Шатобриана, Жермены де Сталь и Александра Дюма. Среди литературных источников были «Коринфская невеста» Гёте, и Вторая часть «Фауста», где герой силой своего желания вызывает из прошлого Елену. В свою очередь, произведение Готье стало источником для новеллы Вильгельма Йенсена «Градива».
Романтическую мечту о вневременной любви, выходящей за пределы, положенные человеку, Готье описывает следующим образом:

В самом деле, ничто не умирает, все пребывает вечно; никакой силе не уничтожить то, что некогда существовало. Всякий поступок, всякое слово, всякая форма, всякая мысль, упав во всеобъемлющий океан сущего, вызывает круги, которые расходятся, все расширяясь, до последних пределов вечности. Материальная форма исчезает лишь в глазах обывателей, в то время как призраки, отделяющиеся от нее, заселяют бесконечность. В какой-нибудь неведомой области пространства Парис по-прежнему похищает Елену. Галера Клеопатры расправляет свои шелковые паруса на лазури идеального Кидна. Иным могучим, страстным умам удалось приблизить к себе безвозвратно минувшие, казалось бы, века и оживить людей, мертвых в глазах всех других. Любовницей Фауста была дочь Тиндара, и он перенес ее из таинственных бездн Гадеса в свой готический замок. А теперь Октавиану дано прожить один день в царствование Тита и вкусить любовь Аррии Марцеллы, дочери Аррия Диомеда, которая возлежит сейчас рядом с ним на античном ложе, в разрушенном, по всеобщему убеждению, городе.
Главный герой новеллы, способный влюбляться лишь в статуи и картины, и пренебрегающий живыми современницами, воспроизводит черты персонажа более раннего произведения Готье — «Золотого руна» (вплоть до упоминания, что свидания с идеальной возлюбленной воображаются ему исключительно в местах, вроде террас Изола-Беллы и берегов Лаго-Маджоре), но, в отличие, от Тибурция, он получает опыт физического общения с предметом свой страсти, а потому больше не может найти исцеления от бесплодных мечтаний.
Новелла была анонсирована в Revue de Paris под двумя названиями: «Помпея» и «Маммия Марцелла», и была перепечатана в Le Pays 24 и 28 августа того же года. Первое книжное издание вышло также в 1852 году в сборнике «Романное трио», а в 1863 году она вошла в сборник «Романы и сказки», в составе которого в дальнейшем переиздавалась.